# Nepomuki Szent János-templom (Budaörs)
A budaörsi Nepomuki Szent János-templom a Székesfehérvári egyházmegye plébániatemploma.

## A templom története
Az első írásos emlék, mely bizonyítja a falu és a templom létezését egy 1243-ból származó, IV. Béla király által kiadott oklevél. De a kutatások azt mutatják, hogy már a XI. században temetkeztek Örs falu belterületén.
1744-ben Budaörs önálló plébániát kapott és egy évvel később a még épülő templomot Nepomuki Szent János tiszteletére szentelék fel.
A késő barokk, kora klasszicista vonásokat mutató templom építőmesterei Mayerhoffer Ádám és Modlhammer György voltak.
Később a növekvő népesség miatt szükségessé vált a templom kibővítése. Ez a beavatkozás lényegében egy új templom építését jelentette. A régi templomból csupán a torony egy részét és a régi hajó első szakaszát tartották meg. Ekkor Lösch János építőmester és Bonnier Mátyás ácsmester terveit vették alapul.
A mai formáját 1810-re nyerte el.
1837-ben villámcsapás érte a templomtornyot, melyet 1844-ben újjáépítették.

## A templom külső része
A templom tornyának homlokzati fülkéjében Nepomuki Szent János szobra látható. Jobbra tőle Szent Flórián, balra pedig Szent Longinus szobra kapott helyet.
A templomtorony jelenleg négy haranggal rendelkezik.

## A templombelső
A templom 38 méter hosszú és 13 méter széles.

## Templomkert
Itt található a két világháború alatt elesett budaörsiek hősi emlékműve és Szent Vendel barokk stílusú mészkőszobra.

## Hagyományok

### Virágszőnyeg[1]

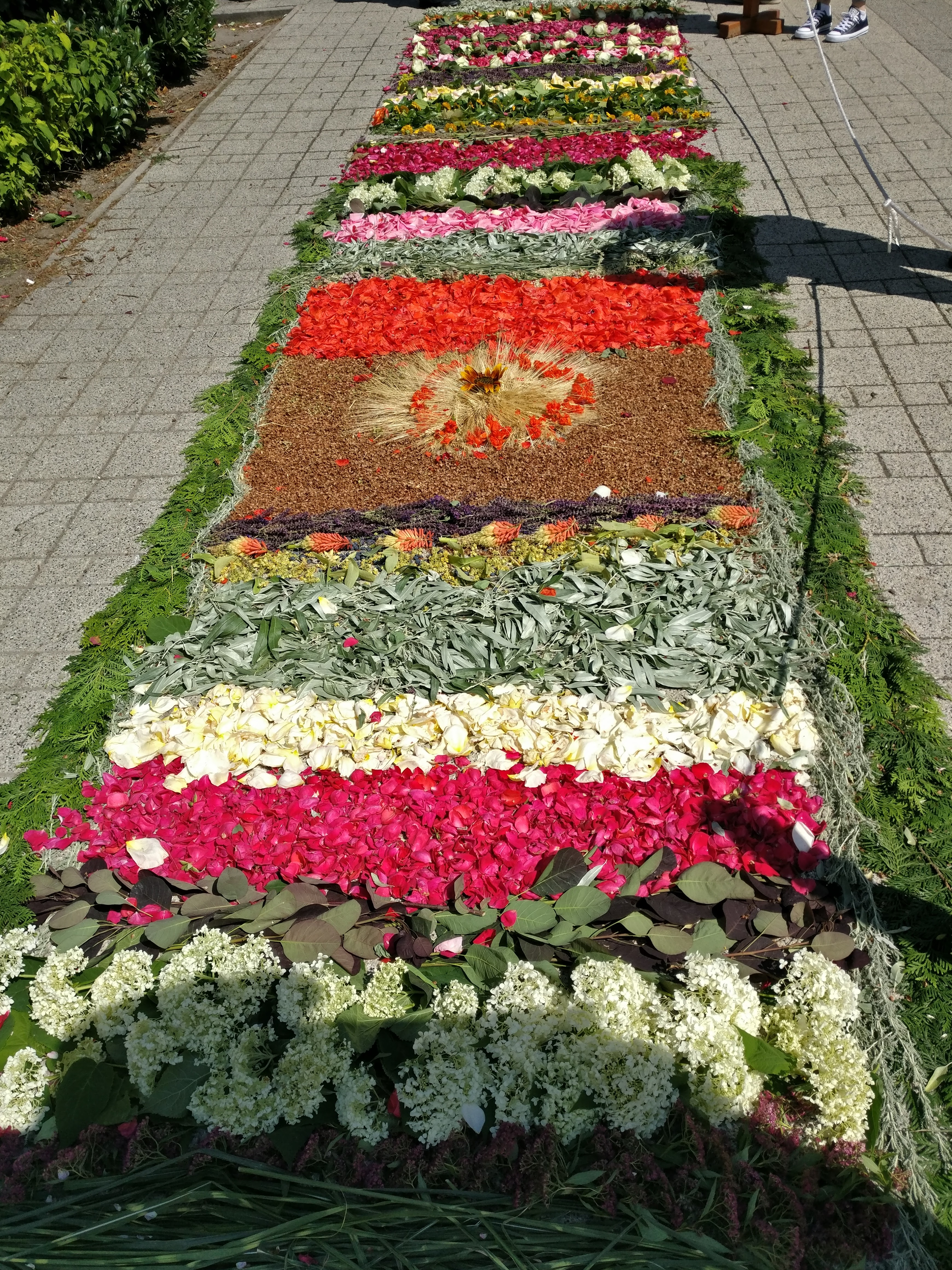
Részlet a virágszőnyegből (2017)

Budaörsön még mindig élő szokás az úrnapi körmenethez a templom köré virágszirmokból és levelekből különböző mintákat, alakzatokat és jelképeket ábrázoló szőnyeget készíteni.
A kivitelezésében különböző közösségek és szervezetek tagjai valamint családok szoktak részt venni.
Eredetileg lényegesen hosszabb volt az útvonala, mely egykoron még a főút mentén húzódott.